# Waalse verkiezingen 2024

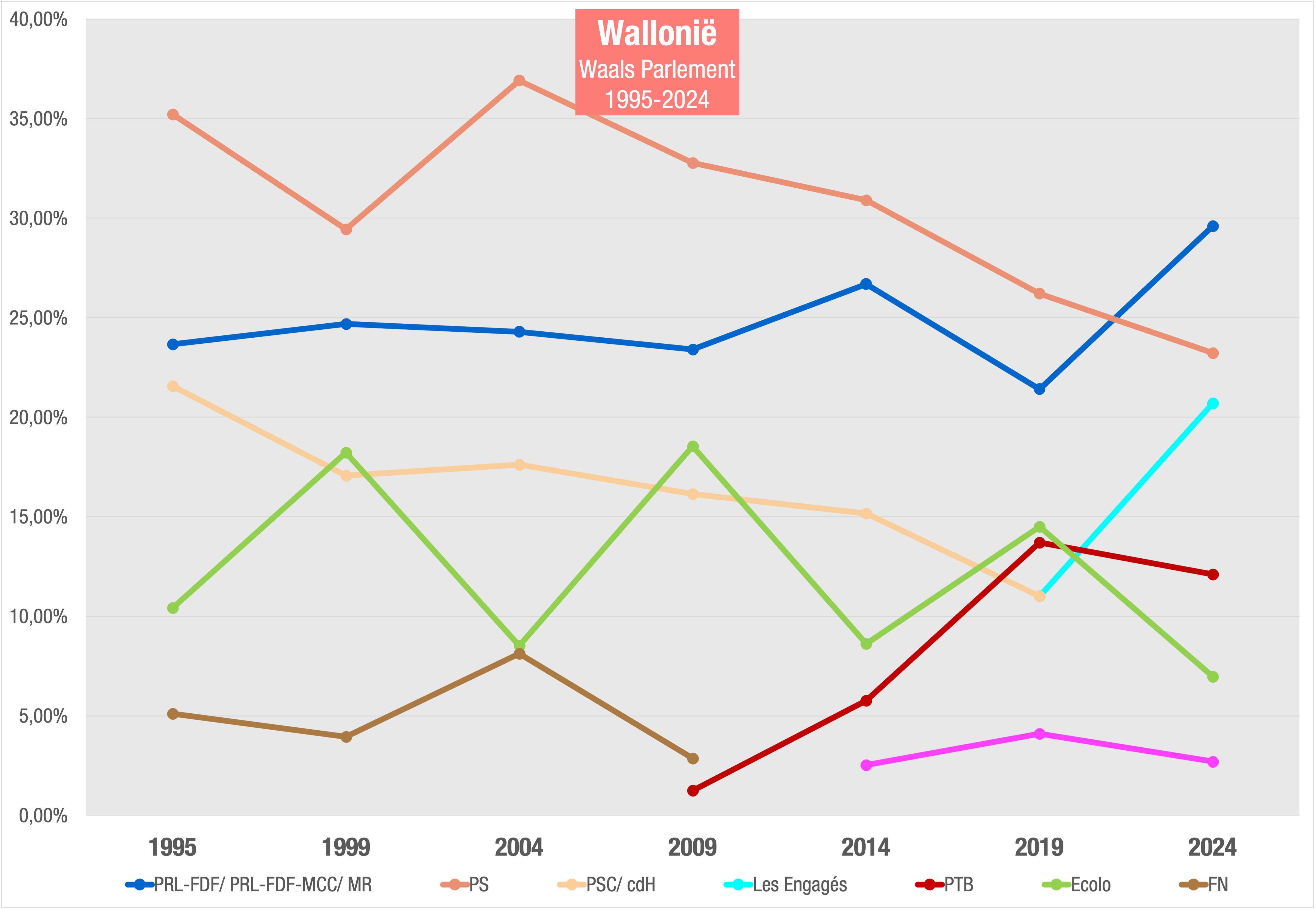
Grafiek van de Waalse partijen en hun behaalde resultaten voor het Waals Parlement van 1995 tot en met 2024, uitgedrukt in procenten.

Op zondag 9 juni 2024 werden er in Wallonië verkiezingen voor het Waals Parlement gehouden. Deze vallen samen met de Vlaamse, Brusselse, Duitstalige, federale en Europese verkiezingen.

## Vooraf
Na de verkiezingen van 2019 vormden PS, MR en Ecolo de regering-Di Rupo III onder leiding van PS’er Elio Di Rupo.

## Zetels en zetelverdeling
Er zijn 75 zetels verkiesbaar verdeeld over 11 kiesomschrijvingen. De zetelverdeling is als volgt:
- kieskring Luik: 13 zetels (provincie Luik)
- kieskring Charleroi-Thuin: 10 zetels (provincie Henegouwen)
- kieskring Nijvel: 8 zetels (provincie Waals-Brabant)
- kieskring Doornik-Aat-Moeskroen: 7 zetels (provincie Henegouwen)
- kieskring Namen: 7 zetels (provincie Namen)
- kieskring Aarlen-Marche-Bastenaken-Neufchâteau-Virton: 6 zetels (provincie Luxemburg)
- kieskring Verviers: 6 zetels (provincie Luik)
- kieskring Bergen: 5 zetels (provincie Henegouwen)
- kieskring Zinnik-La Louvière: 5 zetels (provincie Henegouwen)
- kieskring Dinant-Philippeville: 4 zetels (provincie Namen)
- kieskring Hoei-Borgworm: 4 zetels (provincie Luik)

Om kleinere partijen een betere uitgangspositie te geven bij de verdeling van de zetels in de verschillende kieskringen, wordt apparentering toegepast om de restzetels op provinciaal niveau te verdelen. Eerst wordt berekend hoeveel directe zetels een partij in een kieskring behaalt, waarbij wordt gekeken naar het quotiënt van het aantal geldige stemmen in een kieskring gedeeld door het aantal te verdelen zetels, de kiesdeler, dat naar beneden wordt afgerond. Voor de verdeling van de restzetels hebben partijen de mogelijkheid om hun kandidatenlijsten in de verschillende kieskringen binnen een provincie via een lijstverbinding aan elkaar te koppelen. De stemcijfers die deze partijen in de verschillende kieskringen behalen, worden met elkaar opgeteld en vervolgens worden op provinciaal niveau de restzetels verdeeld volgens het systeem-D'Hondt. Een voorwaarde hiervoor is wel dat een partij in een of meerdere kieskringen binnen een provincie twee derde van de kiesdeler moet hebben behaald. In juni 2023 besliste het Waals Parlement om deze drempel te verlagen tot een derde van de kiesdeler.
Het systeem van apparentering geldt enkel voor de provincies Henegouwen, Luik en Namen, die in meerdere kieskringen zijn onderverdeeld. De provincies Luxemburg en Waals-Brabant bevatten slechts een kieskring.

## Kandidaten

### Lijsttrekkers
| Partij | Partij      | Kieskring Luik      | Kieskring Verviers | Kieskring Hoei-Borgworm   | Kieskring Charleroi-Thuin | Kieskring Doornik-Aat-Moeskroen | Kieskring Bergen  | Kieskring Zinnik-La Louvière | Kieskring Aarlen-Marche-Bastenaken-Neufchâteau-Virton | Kieskring Namen    | Kieskring Dinant-Philippeville | Kieskring Nijvel |
| ------ | ----------- | ------------------- | ------------------ | ------------------------- | ------------------------- | ------------------------------- | ----------------- | ---------------------------- | ----------------------------------------------------- | ------------------ | ------------------------------ | ---------------- |
|        | DéFI        | Ivana Peterkova     | Coralie Clément    | Grégory Vidal             | Jean-Noël Gillard         | Kathleen Delbecq                | Nicolas Dubois    | Huseyin Kurt                 | Daniel Schutz                                         | Amaury Alexandre   | Bertrand Custinne              | Pascal Goergen   |
|        | Ecolo       | Veronica Cremasco   | Freddy Mockel      | Rodrigue Demeuse          | Christophe Clersy         | Bénédicte Linard                | Charlotte de Jaer | Arnaud Guérard               | Jean-Philippe Florent                                 | Stéphane Hazée     | Christina Dewart               | Céline Tellier   |
|        | Les Engagés | Olivier de Wasseige | Jean-Paul Bastin   | Marie Jacqmin             | Jean-Jacques Cloquet      | Mathilde Vandorpe               | Pascal Baurain    | François Desquesnes          | François Huberty                                      | Benoît Dispa       | Christophe Bastin              | Vincent Blondel  |
|        | MR          | Diana Nikolic       | Charles Gardier    | Caroline Cassart-Mailleux | Adrien Dolimont           | Marie-Christine Marghem         | Jacqueline Galant | Maxime Daye                  | Willy Borsus                                          | Vincent Maillen    | Richard Fournaux               | Valérie De Bue   |
|        | PS          | Christie Morreale   | Valérie Dejardin   | Christophe Collignon      | Thomas Dermine            | Bruno Lefebvre                  | Nicolas Martin    | Laurent Devin                | Mélissa Hanus                                         | Eliane Tillieux    | Eddy Fontaine                  | Anne Lambelin    |
|        | PTB         | Alice Bernard       | László Schonbrodt  | Ruben Garcia Otero        | Germain Mugemangango      | Jori Dupont                     | John Beugnies     | Amandine Pavet               |                                                       | Patricia Van Walle | Axelle Thirifays               | Edwin Penninckx  |

Overige lijsten: 
- Chez Nous: Daniel Willaumez in Bergen, Salvatore Nicotra in Charleroi-Thuin, Pascal Loosveld in Doornik-Aat-Moeskroen, Luc Galler in Hoei-Borgworm, Marc Levaux in Luik, Nicolas Lejeune in Verviers, Ronald Deltenre in Zinnik-La Louvière
- Collectif Citoyen: Jean-Jacques Druart in Aarlen-Marche-Bastenaken-Neufchâteau-Virton, Dominique Rooseleer in Charleroi-Thuin, Pascal Masarotti in Hoei-Borgworm, Palmerio Obili in Luik, Janique Carmanne in Namen, Frédéric Lammerant in Nijvel
- RMC: Annette Raskin in Hoei-Borgworm, Philippe Massenaux in Luik, Raphaël Stokis in Namen, Alain Fyon in Verviers

### Kandidatenlijsten per kieskring

#### Aarlen-Marche-Bastenaken-Neufchâteau-Virton
| Plaats      | DéFI                    | Ecolo                 | Les Engagés               | MR              | PS                |             |             |             |
| Effectieven | Effectieven             | Effectieven           | Effectieven               | Effectieven     | Effectieven       | Effectieven | Effectieven | Effectieven |
| ----------- | ----------------------- | --------------------- | ------------------------- | --------------- | ----------------- | ----------- | ----------- | ----------- |
| 1           | Daniel Schutz           | Jean-Philippe Florent | François Huberty          | Willy Borsus    | Mélissa Hanus     |             |             |             |
| 2           | Jasmine Arendt          | Nicole Graas          | Anne-Catherine Goffinet   | Anne Laffut     | Stéphan De Mul    |             |             |             |
| 3           | Thibault De Ridder      | Claude Van Grembergen | Nicolas Gregoire          | Yves Evrard     | Laurence le Bussy |             |             |             |
| 4           | Charlotte Hénaut        | Isabelle Servais      | Isabelle Michel           | Pauline Maziers | Claudy Thomassint |             |             |             |
| 5           | Philippe Lambert        | Christophe Gavroy     | Maxime Léonet             | Jacques Aubry   | Stéphanie Heyden  |             |             |             |
| 6           | Kathleen Frisée         | Séverine Georges      | Coralie Bonnet            | Carole Janssens | José Guillaume    |             |             |             |
| Opvolgers   |                         |                       |                           |                 |                   |             |             |             |
| 1           | Jonathan Martin         | Vanessa Wagner        | Camille Maitrejean        | Thierry Neyens  | Charles Coiblon   |             |             |             |
| 2           | Amandine China          | Jean-Pierre Graisse   | Christian-Raoul Lambert   | Laura Debatty   | Carine Miget      |             |             |             |
| 3           | Serge Sainte            | Juliette Walckiers    | Laurence Jamagne          | Michel Jacquet  | Philippe Lefèbvre |             |             |             |
| 4           | Sandra dos Santos Gomes | Robin Louis           | Michel Mullens            | Inès Claudot    | Anne Davreux      |             |             |             |
| 5           | Pascal Zinnen           | Lieve Van Buggenhout  | Véronique Léonard-Dutroux | Henri Thiry     | Cédric Willay     |             |             |             |
| 6           | Héloïse Pierre          | Eric Jurdant          | Nicolas Charlier          | Edwige Frisch   | Malika Sonnet     |             |             |             |
| Bron        |                         |                       |                           |                 |                   |             |             |             |

#### Bergen
| Plaats      | DéFI              | Ecolo                     | Les Engagés                    | MR                  | PS                 | PTB                    |             |             |             |
| Effectieven | Effectieven       | Effectieven               | Effectieven                    | Effectieven         | Effectieven        | Effectieven            | Effectieven | Effectieven | Effectieven |
| ----------- | ----------------- | ------------------------- | ------------------------------ | ------------------- | ------------------ | ---------------------- | ----------- | ----------- | ----------- |
| 1           | Nicolas Dubois    | Charlotte De Jaer         | Pascal Baurain                 | Jacqueline Galant   | Nicolas Martin     | John Beugnies          |             |             |             |
| 2           | Estelle Suvée     | Guy Nita                  | Pascale Grandjean              | Guillaume Soupart   | Florence Monier    | Lolita Dell'Area       |             |             |             |
| 3           | Anthony Stiénon   | Marie-Esther Poivre       | Jocelyn Tricourt               | Françoise Colinia   | Cédric Mélis       | Yvan Ruelle            |             |             |             |
| 4           | Shana Bodson      | Jonathan Celestri         | Laïla Belarbi                  | Laurent Drousie     | Barbi Narcisi      | Thérèse Michels        |             |             |             |
| 5           | Marc Gillard      | Barbara Peinado-Fernandez | Peggy Gyssels                  | Véronique Damée     | Joris Durigneux    | Hugo Del Borrello      |             |             |             |
| Opvolgers   |                   |                           |                                |                     |                    |                        |             |             |             |
| 1           | Didier Golinveau  | Samuël Quiévy             | Carlo Di Antonio               | Chris Massaki Mbaki | Jean-Pierre Lepine | Julien Vergari         |             |             |             |
| 2           | Anissa Bibani     | Vega Trusgnach            | Cindy Bériot                   | Noémie Paillot      | Sylvie Muratore    | Marie-Yvonne Delvallée |             |             |             |
| 3           | Gaëtan Landrain   | Julien Brassart           | Lionel Pistone                 | Pierre Carton       | Maxime Pourtois    | Antoine Evrard         |             |             |             |
| 4           | Sophie Dupont     | Julie Pirenne             | Véronique Brouckaert-Deseveaux | Florence van Hout   | Dounia Bakrim      | Apolline Dupuis        |             |             |             |
| 5           | Maxime Wilderiane | Morgan Denis              | Fabrice Despretz               | Quentin Moreau      | Florence Lecompte  | Nathalie Appart        |             |             |             |
| Bron        |                   |                           |                                |                     |                    |                        |             |             |             |

#### Charleroi-Thuin
| Plaats      | DéFI                | Ecolo                    | Les Engagés          | MR                             | PS                       | PTB                  |             |             |             |
| Effectieven | Effectieven         | Effectieven              | Effectieven          | Effectieven                    | Effectieven              | Effectieven          | Effectieven | Effectieven | Effectieven |
| ----------- | ------------------- | ------------------------ | -------------------- | ------------------------------ | ------------------------ | -------------------- | ----------- | ----------- | ----------- |
| 1           | Jean-Noël Gillard   | Christophe Clersy        | Jean-Jacques Cloquet | Adrien Dolimont                | Thomas Dermine           | Germain Mugemangango |             |             |             |
| 2           | Christel Micelli    | Vinciane Ruelle          | Caroline Desalle     | Caroline Taquin                | Özlem Özen               | Jamila Ammi          |             |             |             |
| 3           | Antoine Brichard    | Nicolas Glogowski        | Eric Goffart         | Tanguy Dardenne                | Mourad Sahli             | Yannick Sandras      |             |             |             |
| 4           | Françoise Lahure    | Zaïna Ihirrou            | Christine Laurent    | Emilie Liégeois-Marcq          | Babette Jandrain         | Isabelle Collet      |             |             |             |
| 5           | Markos Raptis       | Jean-Marc Monin          | Steven Royez         | Frédéric Dejean                | Jean-Philippe Goffin     | Vincent De Witte     |             |             |             |
| 6           | Aria Courtois       | Patricia Vanespen        | Véronique Petit      | Sandrine Duvivier              | Latifa Gahouchi          | Lara Schiavon        |             |             |             |
| 7           | Noël Delvaux        | Marc Stiéman             | Kâralabos Raptis     | Ümüt Karasular                 | Gaëtan Bangisa           | Christian Viroux     |             |             |             |
| 8           | Céline Lecompte     | Julie Monin              | Rosine De Roeck      | Anne-Françoise Simons-Peersman | Sophie Mengoni           | Maria Cazzetta       |             |             |             |
| 9           | Bruno Renard        | Pascal Vandenhove        | Brahim Mghari        | Guglielmo Pasto Pastorelli     | Haci Kaya                | Michele Daniele      |             |             |             |
| 10          | Montana Bertho      | Christine Bruyère        | Barbara Osselaer     | Marie-Cécile Loriau-Corbisier  | Virginie Gonzalez Moyano | Kheira Benchehida    |             |             |             |
| Opvolgers   |                     |                          |                      |                                |                          |                      |             |             |             |
| 1           | José Ninane         | Younesse Kaddour Djebbar | Denis Danvoye        | Nicolas Tzanetatos             | Isabella Greco           | Pauline Boninsegna   |             |             |             |
| 2           | Ngoy Poshi          | Sarra Mouny              | Karine Cosyns        | Rachel Sobry                   | Vincent Crampont         | Denis Pestieau       |             |             |             |
| 3           | Yvon Orban          | Vincent Debruyne         | Firmin Ndongo Alo'O  | Hervé Fiévet                   | Laurence Meire           | Kübra Yiğitoğlu      |             |             |             |
| 4           | Véronique Vermeire  | Mouna Belghomari         | Véronique Couture    | Florence Cauchie               | Alexis Mulas             | Ali Atici            |             |             |             |
| 5           | Romuald Fontaine    | Gilles Vernimmen         | Pierre Lelong        | Aurelio Piccucuto              | Ornella Iacona           | Sophie Tillens       |             |             |             |
| 6           | Sherryll Corbolante | Emilie Timmermans        | Aurelia Camellotto   | Yasmin Cigna                   | Michel Mathy             | Nathan Gaballo       |             |             |             |
| 7           | Maxime Deruyver     | Robin Glineur            | Ludovic Piérart      | Emmanuel Wiard                 | Véronique Riez           | Viviane Mostart      |             |             |             |
| 8           | Fabiana Ballarin    | Evelyne Petit            | Marcelle Kom-Mephou  | Marie Lauriente                | Romuald Buckens          | Mbwaya Ilunga        |             |             |             |
| 9           | Marc Heynderickx    | Luc Parmentier           | Amaury Maes          | Alain Vandromme                | Françoise Daspremont     | Benedicte De Muylder |             |             |             |
| 10          | Rosalba Bolognese   | Marie Denis              | Deniz Avcioglu       | Marie Hélène Knoops            | Eric Massin              | Eric Hufkens         |             |             |             |
| Bron        |                     |                          |                      |                                |                          |                      |             |             |             |

#### Dinant-Philippeville
| Plaats      | DéFI                     | Ecolo            | Les Engagés       | MR                       | PS               | PTB              |             |             |             |
| Effectieven | Effectieven              | Effectieven      | Effectieven       | Effectieven              | Effectieven      | Effectieven      | Effectieven | Effectieven | Effectieven |
| ----------- | ------------------------ | ---------------- | ----------------- | ------------------------ | ---------------- | ---------------- | ----------- | ----------- | ----------- |
| 1           | Bertrand Custinne        | Christina Dewart | Christophe Bastin | Richard Fournaux         | Eddy Fontaine    | Axelle Thirifays |             |             |             |
| 2           | Aline Martens            | Martin Fanuel    | Camille Castaigne | Valérie Warzée-Caverenne | Christine Poulin | Sinan Parmentier |             |             |             |
| 3           | Christophe Dubois        | Louise Mostenne  | Arnaud Allard     | Vincent Massinon         | Simon Bultot     | Chloé Kuleczko   |             |             |             |
| 4           | Marie-France Baire       | Jean le Maire    | Hélène Bonniver   | Laetitia Brogniez        | Emilie Malosto   | Bruno Vatrin     |             |             |             |
| Opvolgers   |                          |                  |                   |                          |                  |                  |             |             |             |
| 1           | Marc Mathieu             | François Bouchat | Antonin Collinet  | Grégory Chintinne        | Séverine Goedert | Eline Bouillon   |             |             |             |
| 2           | Liliane Schenkel-Lejuste | Delphine Claes   | Christine Bador   | Hélène Lebrun            | Stéphane Weynant | Bruno Denis      |             |             |             |
| 3           | Fabrice Camus            | Vincent Dujardin | Claudy Noiret     | Nicolas Preyat           | Murielle Francou | Aurore Linthout  |             |             |             |
| 4           | Muriel Matagne           | Carine Dechaux   | Laurence Daffe    | Jehanne Detrixhe         | Jérémy De Martin | Jonathan Lefèvre |             |             |             |
| Bron        |                          |                  |                   |                          |                  |                  |             |             |             |

#### Doornik-Aat-Moeskroen
| Plaats      | DéFI                      | Ecolo              | Les Engagés           | MR                      | PS                     | PTB                      |             |             |             |
| Effectieven | Effectieven               | Effectieven        | Effectieven           | Effectieven             | Effectieven            | Effectieven              | Effectieven | Effectieven | Effectieven |
| ----------- | ------------------------- | ------------------ | --------------------- | ----------------------- | ---------------------- | ------------------------ | ----------- | ----------- | ----------- |
| 1           | Kathleen Delbecq          | Bénédicte Linard   | Mathilde Vandorpe     | Marie-Christine Marghem | Bruno Lefebvre         | Jori Dupont              |             |             |             |
| 2           | Jean-François Hautenauven | Stéphane Thys      | Benjamin Brotcorne    | Vincent Palermo         | Dorothée De Rodder     | Emma Delbecq             |             |             |             |
| 3           | Nathalie Laurent          | Rebecca Nuttens    | Christine Leroy       | Alice Leeuwerck         | Quentin Huart          | Loïc Ledouble            |             |             |             |
| 4           | Emmanuel Cornette         | Augustin Durnez    | Jean-Baptiste Deramée | David Vaccari           | Nathalie Deplus        | Sophie Prouvost          |             |             |             |
| 5           | Anne Duhain               | Adrienne Roman     | Christelle Loiselet   | Carine De Saint Martin  | Luc Van der Stichelen  | Sandro Amalfi            |             |             |             |
| 6           | Michaël Godfrin           | Emmanuel Ottevaere | Charles Déséveaux     | Eric Perreaux           | Amina Houddane         | Laurence Marlière        |             |             |             |
| 7           | Isabelle Baetens          | Camille Cossement  | Ann Cloet-Faingnaert  | Ysaline Remy            | Jimmy Hempte           | François Maurage         |             |             |             |
| Opvolgers   |                           |                    |                       |                         |                        |                          |             |             |             |
| 1           | Guy Francq                | François Otten     | Philippe Duvivier     | Véronique Durenne       | Laetitia Liénard       | Eleonore Van den Bogaert |             |             |             |
| 2           | Miriam Michel             | Jessica Willocq    | Adeline Capart        | Bastien Marlot          | Jérôme Salingue        | Thibault Morel           |             |             |             |
| 3           | Daniel Samain             | Gatien Bataille    | Simon Renard          | Catherine Rasmont       | Clara Hurbain          | Jill Decker              |             |             |             |
| 4           | Aline Maronnier           | Savanah Guilmont   | Natacha Duroisin      | Robert Delvigne         | Gauthier Dudant        | Selim Kannou             |             |             |             |
| 5           | Pierre-Marie Sprockeels   | Didier Lebailly    | Jean-Jacques Pieters  | Aurélia Criquielion     | Vinciane Hugé          | Isabelle Brachot         |             |             |             |
| 6           | Lamia Guediri             | Julie Fontaine     | Ophélie Cuvelier      | Dominique Chevalier     | Pascal De Handschutter | Thierry Despretz         |             |             |             |
| 7           | Yanis Detombe             | Michel Leclercq    | Oger Brassart         | Pierre Degrain          | Célia Vanneste         | Bernadette Legrand       |             |             |             |
| Bron        |                           |                    |                       |                         |                        |                          |             |             |             |

#### Hoei-Borgworm
| Plaats      | DéFI               | Ecolo               | Les Engagés               | MR                        | PS                      | PTB                    |             |             |             |
| Effectieven | Effectieven        | Effectieven         | Effectieven               | Effectieven               | Effectieven             | Effectieven            | Effectieven | Effectieven | Effectieven |
| ----------- | ------------------ | ------------------- | ------------------------- | ------------------------- | ----------------------- | ---------------------- | ----------- | ----------- | ----------- |
| 1           | Grégory Vidal      | Rodrigue Demeuse    | Marie Jacqmin             | Caroline Cassart-Mailleux | Christophe Collignon    | Ruben Garcia Otero     |             |             |             |
| 2           | Christelle Caudron | Caroline Lebeau     | Loïc Jacob                | Manu Douette              | Chloé Happart           | Pascale Frippiat       |             |             |             |
| 3           | Christophe Rorive  | Guillaume Debouge   | Anne-Sophie Tandel        | Edona Sulejmani           | Jordan Crets            | Iseult Lacomble        |             |             |             |
| 4           | Nathalie Michiels  | Valérie Dumont      | Thierry Bataille          | Manu Laruelle             | Charlotte Rouxhet       | Eva Meeùs              |             |             |             |
| Opvolgers   |                    |                     |                           |                           |                         |                        |             |             |             |
| 1           | Michel Longueville | Anne-Cécile Delvaux | Murielle Brandt           | Raphaël Dubois            | Eric Lomba              | Marie-Christine Scheen |             |             |             |
| 2           | Sophie Ronchetti   | Tristan Motquin     | Grégory Vanherle          | Morgane Siplet            | Aurélie Van Keerberghen | Tanguy Masson          |             |             |             |
| 3           | Jacques Mignon     | Carol Pisula        | Nadine Heine              | Hubert Jonet              | Pierre Crochet          | Manon Ligot            |             |             |             |
| 4           | Sabrina Grignez    | Luc Huberty         | Faustin-Hervé Lidji Houet | Florence Olivier          | Carine Renson           | Maxime Tondeur         |             |             |             |
| Bron        |                    |                     |                           |                           |                         |                        |             |             |             |

#### Luik
| Plaats      | DéFI                 | Ecolo                      | Les Engagés           | MR                        | PS                            | PTB                         |             |             |             |
| Effectieven | Effectieven          | Effectieven                | Effectieven           | Effectieven               | Effectieven                   | Effectieven                 | Effectieven | Effectieven | Effectieven |
| ----------- | -------------------- | -------------------------- | --------------------- | ------------------------- | ----------------------------- | --------------------------- | ----------- | ----------- | ----------- |
| 1           | Ivana Peterkova      | Veronica Cremasco          | Olivier de Wasseige   | Diana Nikolic             | Christie Morreale             | Alice Bernard               |             |             |             |
| 2           | Pol Buisseret        | Olivier Bierin             | Sophie Fafchamps      | Philippe Dodrimont        | Thierry Witsel                | Julien Liradelfo            |             |             |             |
| 3           | Nell Stokis          | Véronique De Clerck        | Samuel De Toffol      | Virginie Defrang-Firket   | Sabine Roberty                | Rachida Aït Alouha          |             |             |             |
| 4           | Brandon Henrist      | Salvatore Falcone          | Fiona Krins           | Arnaud Dewez              | Laurent Léonard               | Jonathan Mottard            |             |             |             |
| 5           | Melodi Türkoglu      | Sophie Crahay              | Jérôme Hardy          | Charlotte Depierreux      | Steffy Munday Lubaya          | Florine Baar                |             |             |             |
| 6           | Aubry Meyers         | Samuel Dufranne            | Virginie Bigaré       | Audrun Brouns             | Stéphane Ochendzan            | David Ambrosio              |             |             |             |
| 7           | Geneviève Dubois     | Virginie Devroye           | Jamal Manad           | Sandra Belhocine          | Aurélie Innaurato             | Léa Tuna                    |             |             |             |
| 8           | Jody Tricart         | Rémi Gemenne               | Sonia-Chloé Mouline   | Célestin Mputu            | Yassir Lyazghi                | Kevin Mage                  |             |             |             |
| 9           | Catherine Dejace     | Noémie Daras-Peeters       | Olivier Rion          | Stéphanie Monfort         | Rebecca Mullens               | Lise Jamagne                |             |             |             |
| 10          | Sébastien Vanbrabant | François Sonnet            | Mélanie Leponce       | Jérôme Cochart            | Philippe Saive                | Adil Chakir                 |             |             |             |
| 11          |                      | Nicole Maréchal            | Roger-Bolinga Ndjoli  | Sarah Sciarrabba          | Maggy Yerna                   | Nina Delaye                 |             |             |             |
| 12          | Etienne Vendy        | Vinciane Pirmolin          | Alain Collienne       | Ernur Colak               | Giacomo Bellavia              |                             |             |             |             |
| 13          | Philippe Henry       | Luc Lejeune                | Philippe Kohl         | François Schreuer         | Damien Robert                 |                             |             |             |             |
| Opvolgers   |                      |                            |                       |                           |                               |                             |             |             |             |
| 1           | Zacchari Cormann     | Mehdi Bouzalgha            | Benoît Bouchat        | Fabian Culot              | Laura Crapanzano              | Rafik Rassaa                |             |             |             |
| 2           | Belinda Ngandu       | Laura Goffart              | Christine Servaes     | Valérie Bluge             | Vincent Bonhomme              | Valérie Heuchamps           |             |             |             |
| 3           | Joël Duchêne         | Paul Ancion                | Vincent Moyse         | Laurent Radermecker       | Zoé Istaz-Slangen             | Lorenz Lefèvre              |             |             |             |
| 4           | Cassandra Castro     | Juliette Biesmans          | Solange Kimplaire     | Anne-Marie Libon          | Mendo Mayenge                 | Giulia Pirard               |             |             |             |
| 5           | Gregory Braine       | Jean-Michel Raick          | Paul Ernoux           | Jean Winand               | Julie Ferrara                 | Emmanuel Nihon              |             |             |             |
| 6           | Elina Noirhomme      | Anne-Marie Balthasart      | Fabienne Grignet      | Linda Gettino             | Walter Militello              | Rachel Janvier              |             |             |             |
| 7           | Gwenaël Sancinito    | Maurizio Passanisi         | Anthony La Bue        | Pierre-Henri Lucas        | Magali Noblue                 | Luis Casillas Y Gomez       |             |             |             |
| 8           | Marie Jost           | Noélie Detienne            | Anne-Marie Duliba     | Christine Joyeux-Bertrand | Pierrot Negamiye              | Amandine Linotte            |             |             |             |
| 9           | Christopher Hayot    | Jean-François Close-lecocq | Marc Lammeretz        | Jean Paulus               | Françoise Claessens Infantino | Kamal Azzouz                |             |             |             |
| 10          | Tanya Fileva         | Laura Carlier              | Marie Boinem          | Ingrid Vanherle           | Renaud Stassart               | Rosemary Carlos de Oliveira |             |             |             |
| 11          |                      | Quentin le Bussy           | Jean-Christophe Henon | Fabrice Drèze             | Marie-Virginie Brimbois       | Marc Delrez                 |             |             |             |
| 12          | Heidi Thoms          | Sabine Honings             | Laura Iker            | Roland Léonard            | Laura Leon Fagul              |                             |             |             |             |
| 13          | Matthieu Content     | Michel de Lamotte          | Viviane Dessart       | Valérie Maes              | Céline Fassotte               |                             |             |             |             |
| Bron        |                      |                            |                       |                           |                               |                             |             |             |             |

#### Namen
| Plaats      | DéFI               | Ecolo              | Les Engagés               | MR                   | PS                   | PTB                |             |             |             |
| Effectieven | Effectieven        | Effectieven        | Effectieven               | Effectieven          | Effectieven          | Effectieven        | Effectieven | Effectieven | Effectieven |
| ----------- | ------------------ | ------------------ | ------------------------- | -------------------- | -------------------- | ------------------ | ----------- | ----------- | ----------- |
| 1           | Amaury Alexandre   | Stéphane Hazée     | Benoît Dispa              | Vincent Maillen      | Eliane Tillieux      | Patricia Van Walle |             |             |             |
| 2           | Elise Romain       | Magali Deproost    | Geneviève Lazaron         | Stéphanie Thoron     | Jean-Charles Luperto | Serge Pierrard     |             |             |             |
| 3           | Kevin Wuyts        | Jean-Luc Revelard  | Elie El Khoury            | Simon Lacroix        | Sandrine Cruspin     | Hülya Cerit        |             |             |             |
| 4           | Amandine Hester    | Florence Halleux   | Martine Dieudonné-Olivier | Julie Tessier        | Sébastien Gustin     | Alain Parmentier   |             |             |             |
| 5           | Pierre Falisse     | Hadrien Alexandre  | Jean-Luc Mosseray         | Loïc Demarteau       | Carine Daffe         | Catherine Legros   |             |             |             |
| 6           | Fabienne Massenaux | Nathalie Kruyts    | Françoise Léglise         | Isabelle Magnée      | Jawad Tarfata        | Tom Rousseau       |             |             |             |
| 7           | Carlo Mendola      | Christine Halut    | François Piette           | Alain Goda           | Philippe Carlier     | Anouk Vandevoorde  |             |             |             |
| Opvolgers   |                    |                    |                           |                      |                      |                    |             |             |             |
| 1           | Sévérine Finet     | Élodie Belleflamme | Charlotte Bazelaire       | Rudi Delhaise        | Fabian Martin        | Robin Bruyère      |             |             |             |
| 2           | Honoré Magorane    | Gauthier le Bussy  | Adelin François           | Anne Romainville     | Louise Dubois        | Elénie Bernard     |             |             |             |
| 3           | Valérie Romain     | Béatrice Minne     | Béatrice Plenneveaux      | Xavier Gérard        | Vincent Sampaoli     | Fabrice Dünzen     |             |             |             |
| 4           | Marcel Kinet       | Corentin Hecquet   | Philippe Vottard          | Pauline Targez       | Marjoline Dubois     | Marie Giet         |             |             |             |
| 5           | Isabelle Winant    | Juliette Bouchat   | Anne Paradis              | Laurent Botilde      | Dominique Notte      | Alain Delsaux      |             |             |             |
| 6           | David Blocteur     | Philippe Noël      | Pierre Collard-Bovy       | Caroline Cnockaert   | Kristel Karler       | Claudine Rifflart  |             |             |             |
| 7           | Sophie Laurent     | Valérie Delporte   | Clotilde Leal-Lopez       | Jean-Sébastien Detry | Marine Chenoy        | Vincent Delsipée   |             |             |             |
| Bron        |                    |                    |                           |                      |                      |                    |             |             |             |

#### Nijvel
| Plaats      | DéFI                   | Ecolo                  | Les Engagés                 | MR                        | PS                   | PTB                       |             |             |             |
| Effectieven | Effectieven            | Effectieven            | Effectieven                 | Effectieven               | Effectieven          | Effectieven               | Effectieven | Effectieven | Effectieven |
| ----------- | ---------------------- | ---------------------- | --------------------------- | ------------------------- | -------------------- | ------------------------- | ----------- | ----------- | ----------- |
| 1           | Pascal Goergen         | Céline Tellier         | Vincent Blondel             | Valérie De Bue            | Anne Lambelin        | Edwin Penninckx           |             |             |             |
| 2           | Véronique Vandegoor    | Laurent Heyvaert       | Armelle Gysen               | Jean-Paul Wahl            | Robert Vertenueil    | Lorena Martinez Cifuentes |             |             |             |
| 3           | Alain Boinet           | Aurélie Mayné          | Ferdinand Jolly             | Anne-Catherine Dalcq      | Gloria Soton         | Franco Amato              |             |             |             |
| 4           | Pauline Paradoms       | Jacques Crahay         | Aimée Rulinda               | Nicolas Janssen           | Walter Baseggio      | Stéphanie Eykerman        |             |             |             |
| 5           | Paul De Groote         | Julie Chantry          | Jean-Marc Zocastello        | Stéphanie Bury Hauchart   | Céline Scokaert      | Maxime Delhaye            |             |             |             |
| 6           | Elisabeth De Vocht     | Pascal Rigot           | Séverine Oleffe             | Nicolas Van der Maren     | Joey Kumps           | Lou Vroonen               |             |             |             |
| 7           | Jean-Philippe Falque   | Geneviève Durant       | Nicolas Cordier             | Aisling D'Hooghe          | Sophie Parisse       | Felice Di Franco          |             |             |             |
| 8           | Anne Hernalsteens      | Olivier Van Cauwelaert | Evelyne Stinglhamber-Vanpée | Gilles Agosti             | Christian Fayt       | Carine Badoux             |             |             |             |
| Opvolgers   |                        |                        |                             |                           |                      |                           |             |             |             |
| 1           | Luc D'Hondt            | Aurélie Maréchal       | Benjamin Goes               | Olivier Maroy             | Michel Januth        | Frank Wauters             |             |             |             |
| 2           | Josiane Conrardy-Leyre | Gaëtan De Baene        | Isabelle Van Bavel-De Cocq  | Laurence Rotthier         | Stéphanie Lecharlier | Elsa Taymans              |             |             |             |
| 3           | Christian Ferdinand    | Sophie Agapitos        | Vincent Garny               | Jordan Godfriaux          | Ali El Ghazili       | Didier Dehou              |             |             |             |
| 4           | Marie Ovaere           | Marc Lucion            | Annie Delmez                | Bérangère Aubecq          | Chloé Denis          | Céline Rolin              |             |             |             |
| 5           | Denis Neuforge         | Cécila Torres          | Benoît Thoreau              | Joseph Tordoir            | Roger Henuset        | Claude De Backer          |             |             |             |
| 6           | Pascale Van Doren      | Grégoire Schretter     | Anouck Billiet              | Chantal Versmissen-Sollie | Souad Yahia          | Rita de la Meilleure      |             |             |             |
| 7           | Christian Schellens    | Hélène Ryckmans        | Benoît Huts                 | Julien Breuer             | Julien Gasiaux       | Michel Brasseur           |             |             |             |
| 8           | Maryline Leherte       | Thierry Meunier        | Christine Huenens           | Sophie Keymolen           | Victoire Scorey      | Claire Chaudoir           |             |             |             |
| Bron        |                        |                        |                             |                           |                      |                           |             |             |             |

#### Verviers
| Plaats      | DéFI                   | Ecolo                | Les Engagés                     | MR                   | PS                    | PTB                   |             |             |             |
| Effectieven | Effectieven            | Effectieven          | Effectieven                     | Effectieven          | Effectieven           | Effectieven           | Effectieven | Effectieven | Effectieven |
| ----------- | ---------------------- | -------------------- | ------------------------------- | -------------------- | --------------------- | --------------------- | ----------- | ----------- | ----------- |
| 1           | Coralie Clément        | Freddy Mockel        | Jean-Paul Bastin                | Charles Gardier      | Valérie Dejardin      | Laszlo Schonbrodt     |             |             |             |
| 2           | Yves André             | Julie Chanson        | Elena Theissen                  | Christine Mauel      | Patrick Spies         | Audrey Beer           |             |             |             |
| 3           |                        | Dorian Kempeneers    | Christophe Demoulin             | André Denis          | Carine Fagnant        | Abdoul Diallo         |             |             |             |
| 4           | Céline Demonceau       | Anne Lignoul         | Marion Dubois                   | Alexandre Loffet     | Alexia Magis          |                       |             |             |             |
| 5           | Henri Lecloux          | Alexandre Lodez      | Maxime Degey                    | Vanessa Labruyère    | Franz Grosjean        |                       |             |             |             |
| 6           | Monika Dethier-Neumann | Cécile Ozer          | Nathalie Levêque                | André Frédéric       | Lidia Medina Tinta    |                       |             |             |             |
| Opvolgers   |                        |                      |                                 |                      |                       |                       |             |             |             |
| 1           | Alex Cormann           | Hajib El Hajjaji     | Cliff Wirajendi                 | Stéphanie Cortisse   | Ersel Kaynak          | Lisa Debaty           |             |             |             |
| 2           | Christelle Clément     | Emmylou Siebertz     | Romane Raxhon                   | Fabien Legros        | Gaëlle Denys          | Samuel Nemes          |             |             |             |
| 3           | Geoffrey Bisiaux       | Benoît Duysens       | Étienne Simar                   | Shayne Piront        | Farid Nagui           | Chantal Gabriel       |             |             |             |
| 4           | Suzanne Laurent        | Astrid Semaille      | Patricia Vanderheyden-Marchetti | Jean-Luc Nix         | Ilona Wetzels-Beckers | André Robert          |             |             |             |
| 5           |                        | Didier Heusdens      | André Samray                    | Marie-Paule Darimont | Régis Decerf          | Nathalie Schoonbroodt |             |             |             |
| 6           | Catherine Schroeder    | Marie-Martine Schyns | Eric Jérôme                     | Nadia Loukia         | Christian Huberty     |                       |             |             |             |
| Bron        |                        |                      |                                 |                      |                       |                       |             |             |             |

#### Zinnik-La Louvière
| Plaats      | DéFI                 | Ecolo                     | Les Engagés            | MR                | PS                 | PTB                  |             |             |             |
| Effectieven | Effectieven          | Effectieven               | Effectieven            | Effectieven       | Effectieven        | Effectieven          | Effectieven | Effectieven | Effectieven |
| ----------- | -------------------- | ------------------------- | ---------------------- | ----------------- | ------------------ | -------------------- | ----------- | ----------- | ----------- |
| 1           | Huseyin Kurt         | Arnaud Guérard            | François Desquesnes    | Maxime Daye       | Laurent Devin      | Amandine Pavet       |             |             |             |
| 2           | Manon Pochet         | Valentine Salerni         | Delphine Deneufbourg   | Bénédicte Poll    | Sophie Pécriaux    | Cédric Lecocq        |             |             |             |
| 3           |                      | José Montero              | Salvatore Calvagna     | Ronny Tournay     | Michel Di Mattia   | Marie Boutachidis    |             |             |             |
| 4           | Nancy Castillo       | Dominique Janssens        | Véronique Sgallari     | Séverine Browaeys | Fabio Di Biase     |                      |             |             |             |
| 5           | Albert Vicaire       | Pierre-André Damas        | Merveille Siassia-Bula | Olivier Fiévez    | Bernadette Rondeau |                      |             |             |             |
| Opvolgers   |                      |                           |                        |                   |                    |                      |             |             |             |
| 1           | Emma Itoua           | Valentine Place           | Loris Resinelli        | Frédéric Maghe    | Gérard Waterlot    | Livia Lumia          |             |             |             |
| 2           | Frank Courbet        | Eric Berteau              | Isabelle Ricci         | Pauline Trémerie  | Emérence Leheut    | Antoine Hermant      |             |             |             |
| 3           | Mireille Verschueren | Patricia Graceffa         | Lenny Ferretti         | Benoit Deghorain  | Philippe Dumortier | Isabelle Derauw      |             |             |             |
| 4           | Guy Cantraine        | Eddy Parmentier           | Anne-Cécile Meyer      | Céline Lambotte   | Özlem Kazanci      | Alain Clément        |             |             |             |
| 5           |                      | Anne-Françoise Petit Jean | Catherine Walem        | Marc Verslype     | Olivier Bayeul     | Jonathan Vanduyfhuys |             |             |             |
| Bron        |                      |                           |                        |                   |                    |                      |             |             |             |

## Uitslagen

### Wallonië
Dit zijn de uitslagen voor geheel Wallonië:
| Partij            | Partij            | 2024      | 2024  | 2024    | 2019      | 2019   | verschil |
| Partij            | Partij            | stemmen   | %     | zetels  | %         | zetels | zetels   |
| ----------------- | ----------------- | --------- | ----- | ------- | --------- | ------ | -------- |
|                   | MR                | 612.010   | 29,61 | 26 / 75 | 21,4      | 20     | 6        |
|                   | PS                | 480.003   | 23,22 | 19 / 75 | 26,2      | 23     | 4        |
|                   | Les Engagés       | 427.167   | 20,66 | 17 / 75 | 11,0      | 10     | 7        |
|                   | PTB               | 250.146   | 12,10 | 8 / 75  | 13,7      | 10     | 2        |
|                   | Ecolo             | 144.103   | 6,97  | 5 / 75  | 14,5      | 12     | 7        |
|                   | DéFI              | 55.752    | 2,70  | 0 / 75  | 4,1       | 0      | =        |
|                   | Overige           | 97.951    | 4,73  | 0 / 75  | 8,1       | 0      | =        |
| Totaal Geldig     | Totaal Geldig     | 2.068.766 | 100,0 | 75      | 2.034.813 | 75     |          |
| Blanco & Ongeldig | Blanco & Ongeldig | 191.923   | 8,49  |         | 185.630   | 8,36   |          |

1. ↑   Chez Nous: 58.565 stemmen; 2,83% / Collectif Citoyen: 33.167 stemmen; 1,60% / RMC: 6.259 stemmen; 0,30%

### Uitslagen per provincie

#### Provincie Henegouwen
| Partij            | Partij            | 2024    | 2024  | 2024   | 2019    | 2019   | verschil |
| Partij            | Partij            | stemmen | %     | zetels | %       | zetels | zetels   |
| ----------------- | ----------------- | ------- | ----- | ------ | ------- | ------ | -------- |
|                   | PS                | 212.604 | 29,18 | 9 / 27 | 33,2    | 11     | 2        |
|                   | MR                | 196.251 | 26,94 | 8 / 27 | 17,0    | 5      | 3        |
|                   | Les Engagés       | 120.059 | 16,48 | 5 / 27 | 8,8     | 3      | 2        |
|                   | PTB               | 108.527 | 14,90 | 4 / 27 | 16,0    | 5      | 1        |
|                   | Ecolo             | 37.353  | 5,13  | 1 / 27 | 11,6    | 1      | 2        |
|                   | DéFI              | 17.469  | 2,40  | 0 / 27 | 3,7     | 0      | =        |
|                   | Overige           | 36.236  | 4,97  | 0 / 27 | 9,2     | 0      | =        |
| Totaal Geldig     | Totaal Geldig     | 728.499 | 100,0 | 27     | 721.055 | 27     |          |
| Blanco & Ongeldig | Blanco & Ongeldig | 78.405  | 9,72  |        | 75.523  | 9,48   |          |

1. ↑   Chez Nous: 31.796 stemmen; 4,36% / Collectif Citoyen: 4.440 stemmen; 0,61%

De provincie Henegouwen is onderverdeeld in vier kieskringen: Charleroi-Thuin (CT), Doornik-Aat-Moeskroen (DAM), Bergen (B) en Zinnik-La Louvière (ZLL).
Verkozenen:
- Thomas Dermine (PS, CT, 22.595)
- Nicolas Martin (PS, B, 20.492)
- Adrien Dolimont (MR, CT, 19.838)
- Caroline Taquin (MR, CT, 15.480)
- Jacqueline Galant (MR, B, 15.447)
- Marie-Christine Marghem (MR, DAM, 13.225)
- Bruno Lefebvre (PS, DAM, 13.077)
- Laurent Devin (PS, ZLL, 13.019)
- Maxime Daye (MR, ZLL, 9.288)
- Vincent Palermo (MR, DAM, 9.108)
- Mathilde Vandorpe (Les Engagés, DAM, 8.521)
- Dorothée De Rodder (PS, DAM, 8.286)
- Jean-Jacques Cloquet (Les Engagés, CT, 6.750)
- Germain Mugemangango (PTB, CT, 6.520)
- Sophie Pécriaux (PS, ZLL, 6.300)
- Özlem Özen (PS, CT, 5.969)
- Mourad Sahli (PS, CT, 5.872)
- François Desquesnes (Les Engagés, ZLL, 5.559)
- Tanguy Dardenne (MR, CT, 4.968)
- Florence Monier (PS, B, 4.417)
- Amandine Pavet (PTB, ZLL, 4.073)
- Guillaume Soupart (MR, B, 3.487)
- Jamila Ammi (PTB, CT, 3.431)
- Jori Dupont (PTB, DAM, 3.371)
- Caroline Desalle (Les Engagés, CT, 3.328)
- Pascal Baurain (Les Engagés, B, 2.943)
- Bénédicte Linard (Ecolo, DAM, 2.565)

#### Provincie Luik
| Partij            | Partij            | 2024    | 2024  | 2024   | 2019    | 2019   | verschil |
| Partij            | Partij            | stemmen | %     | zetels | %       | zetels | zetels   |
| ----------------- | ----------------- | ------- | ----- | ------ | ------- | ------ | -------- |
|                   | MR                | 176.772 | 28,56 | 7 / 23 | 20,4    | 6      | 1        |
|                   | PS                | 146.120 | 23,61 | 6 / 23 | 25,5    | 7      | 1        |
|                   | Les Engagés       | 110.565 | 17,87 | 5 / 23 | 9,3     | 2      | 3        |
|                   | PTB               | 85.015  | 13,74 | 3 / 23 | 15,3    | 4      | 1        |
|                   | Ecolo             | 46.813  | 7,56  | 2 / 23 | 15,5    | 4      | 2        |
|                   | DéFI              | 14.287  | 2,31  | 0 / 23 | 3,8     | 0      | =        |
|                   | Overige           | 39.308  | 6,36  | 0 / 23 | 10,2    | 0      | =        |
| Totaal Geldig     | Totaal Geldig     | 618.880 | 100,0 | 23     | 608.089 | 23     |          |
| Blanco & Ongeldig | Blanco & Ongeldig | 53.204  | 7,92  |        | 54.168  | 8,18   |          |

1. ↑   Chez Nous: 26.769 stemmen; 4,33% / Collectif Citoyen: 7.839 stemmen; 1,27% / RMC: 4.700 stemmen; 0,76%

De provincie Luik is onderverdeeld in drie kieskringen: Luik (L), Verviers (V) en Hoei-Borgworm (HB).
Verkozenen:
- Christie Morreale (PS, L, 29.768)
- Diana Nikolic (MR, L, 17.190)
- Alice Bernard (PTB, L, 11.702)
- Charles Gardier (MR, V, 10.918)
- Philippe Dodrimont (MR, L, 10.765)
- Caroline Cassart-Mailleux (MR, HB, 10.650)
- Valérie Dejardin (PS, V, 10.558)
- Christophe Collignon (PS, HB, 10.473)
- Olivier de Wasseige (Les Engagés, L, 9.999)
- Jean-Paul Bastin (Les Engagés, V, 8.684)
- Thierry Witsel (PS, L, 8.470)
- Arnaud Dewez (MR, L, 7.734)
- Christine Mauel (MR, V, 7.183)
- Marie Jacqmin (Les Engagés, HB, 6.425)
- Sophie Fafchamps (Les Engagés, L, 6.337)
- Virginie Defrang-Firket (MR, L, 6.112)
- Rachida Aït Alouha (PTB, L, 5.742)
- Sabine Roberty (PS, L, 5.321)
- Veronica Cremasco (Ecolo, L, 5.238)
- Patrick Spies (PS, V, 3.738)
- Julien Liradelfo (PTB, L, 3.718)
- Loïc Jacob (Les Engagés, HB, 2.553)
- Freddy Mockel (Ecolo, V, 2.397)

#### Provincie Luxemburg
| Partij            | Partij            | 2024    | 2024  | 2024   | 2019    | 2019   | verschil |
| Partij            | Partij            | stemmen | %     | zetels | %       | zetels | zetels   |
| ----------------- | ----------------- | ------- | ----- | ------ | ------- | ------ | -------- |
|                   | MR                | 58.014  | 34,73 | 3 / 6  | 25,3    | 2      | 1        |
|                   | Les Engagés       | 52.200  | 31,24 | 2 / 6  | 22,5    | 2      | =        |
|                   | PS                | 31.326  | 18,75 | 1 / 6  | 19,6    | 1      | =        |
|                   | Ecolo             | 13.136  | 7,86  | 0 / 6  | 14,7    | 1      | 1        |
|                   | DéFI              | 4.653   | 2,78  | 0 / 6  | 2,9     | 0      | =        |
|                   | Overige           | 7.740   | 4,63  | 0 / 6  | 15,0    | 0      | =        |
| Totaal Geldig     | Totaal Geldig     | 167.069 | 100,0 | 6      | 165.048 | 6      |          |
| Blanco & Ongeldig | Blanco & Ongeldig | 19.363  | 10,38 |        | 17.142  | 9,41   |          |

1. ↑  Collectif Citoyen: 7.740 stemmen; 4,63%

De provincie Luxemburg is onderverdeeld in een kieskring: Aarlen-Marche-en-Famenne-Bastenaken-Neufchâteau-Virton.
Verkozenen:
- Willy Borsus (MR, 22.574)
- François Huberty (Les Engagés, 12.922)
- Anne Laffut (MR, 12.847)
- Mélissa Hanus (PS, 11.864)
- Anne-Catherine Goffinet (Les Engagés, 10.255)
- Yves Evrard (MR, 7.659)

#### Provincie Namen
| Partij            | Partij            | 2024    | 2024  | 2024   | 2019    | 2019   | verschil |
| Partij            | Partij            | stemmen | %     | zetels | %       | zetels | zetels   |
| ----------------- | ----------------- | ------- | ----- | ------ | ------- | ------ | -------- |
|                   | MR                | 86.853  | 28,53 | 4 / 11 | 22,0    | 3      | 1        |
|                   | Les Engagés       | 85.750  | 28,17 | 3 / 11 | 15,4    | 2      | 1        |
|                   | PS                | 57.809  | 18,99 | 2 / 11 | 23,2    | 3      | 1        |
|                   | PTB               | 34.567  | 11,35 | 1 / 11 | 12,3    | 1      | =        |
|                   | Ecolo             | 23.208  | 7,62  | 1 / 11 | 15,0    | 2      | 1        |
|                   | DéFI              | 9.750   | 3,20  | 0 / 11 | 4,7     | 0      | =        |
|                   | Overige           | 6.485   | 2,13  | 0 / 11 | 7,4     | 0      | =        |
| Totaal Geldig     | Totaal Geldig     | 306.016 | 100,0 | 11     | 300.685 | 11     |          |
| Blanco & Ongeldig | Blanco & Ongeldig | 26.641  | 8,01  |        | 24.397  | 7,50   |          |

1. ↑   Collectif Citoyen: 4.926 stemmen; 1,62% / RMC: 1.559 stemmen; 0,51%

De provincie Namen is onderverdeeld in twee kieskringen: Namen (N) en Dinant-Philippeville (DP).
Verkozenen:
- Richard Fournaux (MR, DP, 12.886)
- Benoît Dispa (Les Engagés, N, 11.652)
- Eliane Tillieux (PS, N, 10.749)
- Vincent Maillen (MR, N, 8.525)
- Geneviève Lazaron (Les Engagés, N, 8.256)
- Christophe Bastin (Les Engagés, DP, 7.664)
- Stéphanie Thoron (MR, N, 7.002)
- Valérie Warzée-Caverenne (MR, DP, 6.552)
- Eddy Fontaine (PS, DP, 5.168)
- Patricia Van Walle (PTB, N, 3.242)
- Stéphane Hazée (Ecolo, N, 3.174)

#### Provincie Waals-Brabant
| Partij            | Partij            | 2024    | 2024  | 2024   | 2019    | 2019   | verschil |
| Partij            | Partij            | stemmen | %     | zetels | %       | zetels | zetels   |
| ----------------- | ----------------- | ------- | ----- | ------ | ------- | ------ | -------- |
|                   | MR                | 94.100  | 37,90 | 4 / 8  | 34,0    | 4      | =        |
|                   | Les Engagés       | 58.593  | 23,60 | 2 / 8  | 8,4     | 1      | 1        |
|                   | PS                | 32.144  | 12,95 | 1 / 8  | 14,9    | 1      | =        |
|                   | Ecolo             | 23.593  | 9,50  | 1 / 8  | 19,8    | 2      | 1        |
|                   | PTB               | 22.037  | 8,88  | 0 / 8  | 7,5     | 0      | =        |
|                   | DéFI              | 9.593   | 3,86  | 0 / 8  | 6,3     | 0      | =        |
|                   | Overige           | 8.222   | 3,31  | 0 / 8  | 9,0     | 0      | =        |
| Totaal Geldig     | Totaal Geldig     | 248.282 | 100,0 | 8      | 239.936 | 8      |          |
| Blanco & Ongeldig | Blanco & Ongeldig | 14.310  | 5,45  |        | 14.400  | 5,66   |          |

1. ↑   Collectif Citoyen: 8.222 stemmen; 3,31%

De provincie Waals-Brabant is onderverdeeld in een kieskring: Nijvel.
Verkozenen:
- Valérie De Bue (MR, 22.125)
- Vincent Blondel (Les Engagés, 13.941)
- Armelle Gysen (Les Engagés, 10.128)
- Nicolas Janssen (MR, 8.807)
- Jean-Paul Wahl (MR, 7.111)
- Anne-Catherine Dalcq (MR, 7.051)
- Anne Lambelin (PS, 6.445)
- Céline Tellier (Ecolo, 6.372)